# Grzebsk
Grzebsk (prononciation : [ɡʐɛpsk]) est un village polonais de la gmina de Wieczfnia Kościelna dans le powiat de Mława de la voïvodie de Mazovie dans le centre-est de la Pologne.
Il se situe à environ 8 kilomètres à l'est de Wieczfnia Kościelna (siège de la gmina), 20 kilomètres au nord-est de Mława (siège du powiat) et à 115 kilomètres au nord de Varsovie (capitale de la Pologne).

## Histoire
De 1975 à 1998, le village appartenait administrativement à la voïvodie de Ciechanów.